# نیل میجلی
 نیل میجلی  (به انگلیسی: Neil Midgley) (زاده ۹ سپتامبر ۱۹۴۲ - درگذشته ۸ ژوئیه ۲۰۰۱) داور سابق اهل انگلستان است.
وی داوری را از دهه ۱۹۷۰ شروع کرده و از سال ۱۹۸۲ تا ۱۹۹۱ میلادی در لیست داوران فیفا قرار داشته‌است.